# 中央峰
42°46′7″N 0°8′44″E / 42.76861°N 0.14556°E

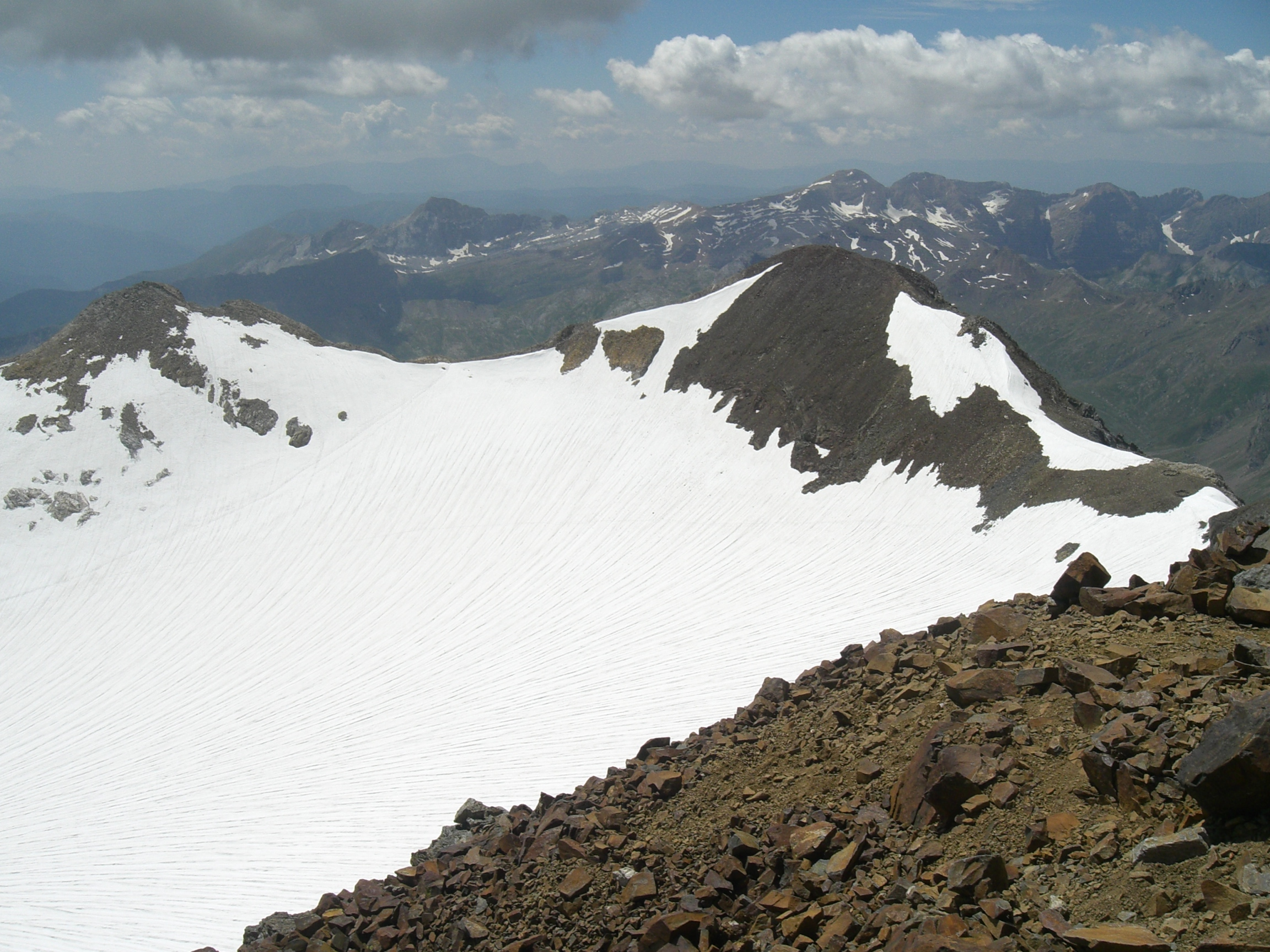

中央峰（Pic central）是歐洲的山峰，位於法國西南部上比利牛斯省和西班牙北部阿拉貢自治區之間，屬於維涅馬爾峰的一部分，海拔高度3,235米。